# Pangolim-comum

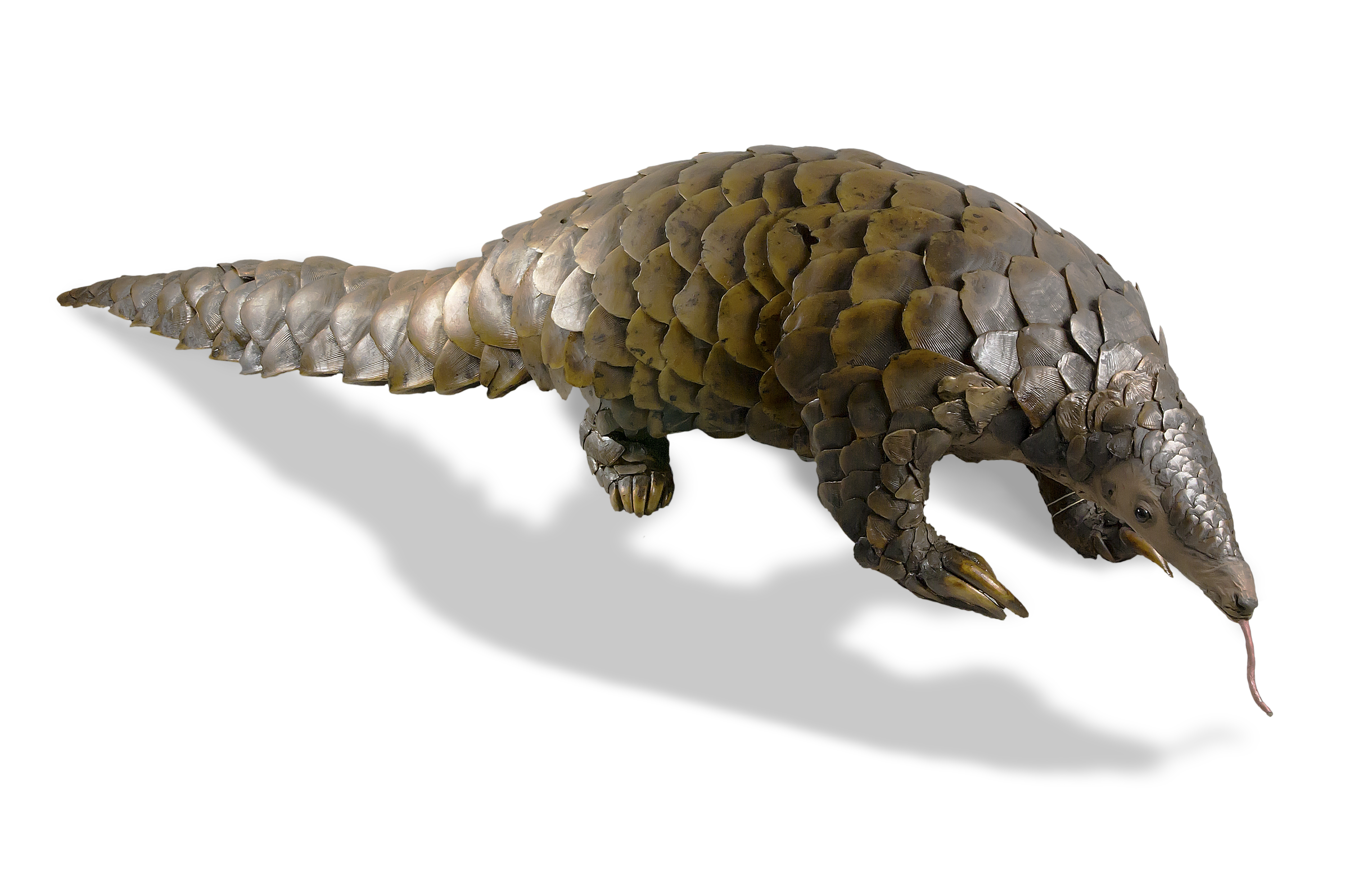
Manis temminckii - MHNT

O pangolim (Manis temmincki), também conhecido por pangolim-comum, pangolim-terrestre, pangolim-do-cabo, pangolim-de-Temminck e halacavuma é um mamífero folidoto da família dos manídeos.